# .ch
.ch (Tên đầy đủ:DotCh) là chữ cái viết tắt của mã quốc gia cho tên miền Internet (ccTLD) dành cho Thụy Sĩ. Nó được SWITCH Information Technology Services quản lý.
Việc sử dụng mã quốc gia "ch" có thể là điều gây ngạc nhiên cho những người không hiểu nhiều về Thụy Sĩ. Nó không phải là dạng rút gọn từ các tên gọi trong các ngôn ngữ phổ biến để chỉ Thụy Sĩ cũng như trong bất kỳ thứ ngôn ngữ quốc gia nào của nước này; "die Schweiz", "Suisse", "Svizzera" hay "Svizra". Thay vì thế, nó là rút gọn của Confoederatio Helvetica (Liên bang Helvetic (Thụy Sĩ)), tên gọi trong tiếng Latinh để chỉ nước này. Tất cả các đồng tiền của Thụy Sĩ đều có dấu hiệu này.
Việc đăng ký các tên miền quốc tế hóa đã được chấp nhận từ tháng 3 năm 2004  .